# 京阪電鉄不動産
京阪電鉄不動産株式会社（けいはんでんてつふどうさん、KEIHAN REAL ESTATE Co.,Ltd.）は、大阪府大阪市中央区に本社を置く日本の不動産会社。京阪ホールディングス100%出資の連結子会社。
主たる事業は分譲マンション（「ファイン」ブランド）・建売住宅・不動産仲介・リフォーム（管理は京阪カインドが受け持つ）。

## 概要
2000年6月21日に資本金5000万円で設立された。同年8月建設大臣より宅地建物取引業者の免許を受けて同年10月1日付けで「京阪電気鉄道株式会社」より『まちづくり事業本部営業』を移管される。
2001年8月に「くずはタワーシティ」第1期分譲を開始し、2002年4月に「京阪建設株式会社」より『住宅リフォーム事業』の営業譲渡を受け、同年7月には 戸建事業部・マンション事業部・流通事業部・受注事業部からなる事業部制組織を編成。 2003年11月に、関西を地盤とする京阪電鉄の営業圏外の東京営業所を設立し首都圏へ進出、東京都港区白金に分譲マンション「プレイス白金」を分譲を開始した。2006年4月に東京営業所は「首都圏事業部」へと組織改編した。
2011年7月8日、京阪東ローズタウン（京都府京田辺市・八幡市）にリフォームショールーム「京阪ファーストリフォームプラザ」がグランドオープン。
2016年4月1日、京阪電気鉄道（現在の京阪ホールディングス）が持株会社制に移行するにあたり、同社の不動産販売事業を継承した。
2019年11月9日に大阪市北区にマンションミュージアム「こころ間」を開業。

## 主な開発地
- 京阪東ローズタウン・あゆみヶ丘 Be-fa(ビーファ) - 京都府八幡市欽明台西
- 東豊中プレミアム - 大阪府豊中市, 新街区「viola」はMID都市開発×阪神電気鉄道と3社共同
- ブランズガーデン三田ウッディタウン - 兵庫県三田市、2009年、共同事業
- ローズプレイス京阪宇治～源氏の郷～
- 同志社山手エルフィンガーデン -京都府 京田辺市、2008年
- ローズヴィレッジくずは - 大阪府枚方市楠葉、くずはⅠは2004年、
- 交野市駅・郡津駅前さくら通り-大阪府交野市、2006年
- びわ湖ローズタウンのぞみ住区 - 滋賀県大津市
- 京阪東御蔵山 - 京都府宇治市平尾台
- 松江ザ・タワー - 島根県松江市殿町。2026年7月竣工予定。国宝・松江城のすぐ横に隣接し、地上19階建て・高さ57.03ｍで、海抜56.72ｍの松江城天守閣屋根よりも高い[3]。「松江史上最高層から市内を一望する優越」「屋上テラスから国宝と日本百景を望む」がキャッチコピー[4]。

## 運営施設
- こころ間 - 大阪市北区神山町